# Tyrotama taris
Tyrotama taris là một loài nhện trong họ Hersiliidae. T. taris được miêu tả năm 2005 bởi Foord & Dippenaar-Schoeman.